# کارل شاتن
کارل شاتن(به آلمانی: Carl Schotten) (۱۲ ژوئیه ۱۸۵۳ – ۹ ژانویه ۱۹۱۰ شیمیدان آلمانی است که بیشتر به خاطر واکنش شاتن–بومان شناخته می‌شود.